# Armanda Álvaro Alberto
Armanda Álvaro Alberto (Río de Janeiro, 10 de junio de 1892-ibidem, 5 de febrero de 1974) fue una educadora y activista feminista brasileña.
Pertenecía a una familia de clase media alta. Su abuelo había sido João Álvaro da Silva, militar e inventor. Su padre era el médico y político Álvaro Alberto da Silva, que tenía una fábrica de explosivos, y su hermano era el militar e inventor Álvaro Alberto da Mota e Silva (1889-1976), más conocido como Almirante Álvaro Alberto, que fue el creador del programa nuclear brasileño y el representante de Brasil en la Comisión de Energía Atómica de la ONU.
En 1914 ―con 21 años de edad― ingresó en el curso superior de la Escuela Nacional de Bellas Artes, en Río de Janeiro. Era la primera vez que ingresaba en una institución educativa, ya que había sido educada exclusivamente por su madre. En la escuela conoció a Édgar Süssekind de Mendonça (1896-1958), cuatro años menor que ella.
En 1917 empezó a dar clases como profesora en la misma Escuela de Bellas Artes.
Fue influenciada no solo por las ideas pedagógicas del educador suizo Johann Heinrich Pestalozzi (1746-1827), sino también por los ideales educacionales de la pedagoga italiana María Montessori (1870-1952).
En 1919, cuando su hermano trabajaba para la Escuela Naval e fue transferido a la ciudad costera de Angra dos Reis, Armanda comenzó en aquella ciudad un «ensayo de escuela activa» al aire libre, destinado a un grupo de 50 niños, hijos de pescadores.

## La Escuela Proletaria
El 13 de febrero de 1921, Armanda, junto con Édgar y Venâncio Filho, fundó la Escuela Proletaria de Meriti ―ubicada en la calle Deputado Romeiro Júnior n.º 273, en las afueras de la localidad de Vila Meriti, a unos 8 km al oeste de la ciudad de Duque de Caxiás, que antes se encontraba a unos 20 km al noroeste de Río de Janeiro pero ahora forma parte de su conurbación―, para atender a una comunidad rural carenciada. La escuela era conocida como «Mate com Angú» (‘mate con polenta’), porque fue una de las primeras escuelas de América Latina que servía un almuerzo escolar. Esta innovación demuestra la preocupación de Armanda por el bienestar y la salud de los niños.
La comida no era la única novedad: influenciada por las ideas del educador Anísio Teixeira (de Bahía) sobre la educación integral de los jóvenes, por el método Montessori, y anticipando la llegada a Brasil de las teorías de la Escuela Nueva, la directora trató de transformar el espacio en un taller y laboratorio educativo. Los estudiantes estaban en la escuela a tiempo completo y ayudaban a cultivar una huerta y a criar animales (desde vacas a gusanos de seda).
Trabajaron en la escuela los profesores Francisco Venâncio Filho, el médico y antropólogo Edgar Roquette-Pinto (quien más tarde sería el introductor de la radio en Brasil), Celso Kelly; el sanitarista Belisário Pena (quien sería asistente de Oswaldo Cruz), Heitor Lyra da Silva y el periodista Tristão de Atayde.
En 1924 fundó y participó como miembro de la diretoría de la Asociación Brasileña de Educación (ABE).
En 1928 se casó con Edgar Süssenkind de Mendonça, en una ceremonia hecha en su casa, para amigos íntimos. No tuvieron hijos.
En 1932, Armanda fue una de las firmantes del Manifiesto de los Pioneros de la Educación Nueva.
Entre otras propuestas, el documento defendía la adopción de la educación laica en Brasil ―liberándose de las doctrinas de la Iglesia católica―.
También fue ella quien creó la primera biblioteca de Caxiás, y la llamó Euclydes da Cunha.

## Militancia
En 1935, al lado de la periodista y actriz Eugênia Brandão (conocida como Eugenia Álvaro Moreyra, 1898-1948), fundó la Unión Femenina de Brasil (UFB), de la que fue la primera presidenta.
Al frente de la UFB, abogó por una unión entre «mujeres educadoras, intelectuales y trabajadoras», y criticó a otras asociaciones feministas como «inocuas, otras ligadas a corrientes partidistas que exploran la penosa situación de la mujer, predicando un feminismo estrecho que consiste en acumular al hombre en sí mismas, y ver en él a un “enemigo” de la mujer».
Tanto la UFB como la ANL fueron perseguidas por la DESPS (Delegacía Especial de Segurança Política e Social: Policía Especial de Seguridad Política y Social) del Nuevo Estado. En 1935, el Gobierno ―mediante el Decreto 229― puso a las dos organizaciones en la ilegalidad.
En los años treinta, Armanda era presidente de la Asociación Brasileña de Educación (ABE), último bastión de la enseñanza laica para los niños.
Armanda y su esposo Édgar Süssekind de Mendonça se hicieron miembro de la Alianza Libertadora Nacional (ALN) ―considerada el brazo político del proscrito Partido Comunista de Brasil―.
En 1934, Armanda fundó la Asociación Cristiana Femenina para luchar contra los lobbys (grupos de opinión y poder) de la Iglesia católica, enquistados en el Gobierno federal, que querían volver a instalar la educación religiosa obligatoria en Brasil.
También militaron en la Liga Anticlerical de Río de Janeiro.
A principios de 1935, su esposo Édgar sufrió un atentado anónimo.
El 4 de diciembre de 1935 Édgar fue arrestado y encarcelado. (Estará privado de la libertad más de un año).
En octubre de 1936, Armanda fue arrestada y encarcelada como sospechosa de estar relacionada con el Partido Comunista de Brasil y de haber participado en la insurrección comunista de 1935.
Édgar fue liberado el 22 de diciembre de 1936, y fue absuelto de todos los cargos el 21 de enero de 1937.
Armanda tuvo como compañeras de prisión a Olga Benário Prestes y a María Werneck de Castro, entre otras. Permaneció en prisión un total de ocho meses, hasta junio de 1937.
El 28 de julio de 1937 fue absuelta por falta de pruebas.

## La vuelta a la escuela
A partir de 1937, Armanda y Édgar se dedicaron a la educación, trabajando como profesores en la Escuela Regional de Meriti y dando conferencias.
Después de salir de la cárcel, Armanda intentó reanudar sus actividades en la Escuela Proletaria de Meriti, que la dictadura había rebautizado Escuela Regional de Meriti. En 1938, sin embargo, las autoridades impidieron la realización de la reunión anual de la fundación Álvaro Alberto, que era la encargada de reunir a todas las personas e instituciones que mantenían la escuela. Armanda encontró una alternativa: promover actividades en la biblioteca Euclydes da Cunha, como una manera de movilizar a la comunidad.
Después de la democratización del país, Armanda gradualmente reanudó sus actividades públicas, colaborando en manifiestos y reclamos a las autoridades.
En 1949 representó a la Asociación Brasileña de Educación en la organización del III Congreso Infantojuvenil de Escritores. En esa ocasión, dirigió su crítica principal a los cómics, que consideraba «subliteratura» y una lectura perjudicial para la formación de los niños. Al mismo tiempo, defendió la valorización de los autores brasileños, como Monteiro Lobato. Sin embargo, siete años más tarde ―en 1956― Armanda firmaría un dictamen de la Comisión de Medios Auxiliares de la Enseñanza que recomendaba la Enciclopédia dos Quadrinhos (Enciclopedia de los Cómics), que era una manera de aplicar los cómics a la enseñanza de contenidos educativos.
En 1964, ante las dificultades para mantener la Escuela Regional, trató de transferirla al gobierno del estado. Sin embargo, no hubo consenso para el mantenimiento de la institución en la forma en que había sido concebida, por lo que las negociaciones se cerraron.
Ese año se alejó de la dirección de la escuela, que fue donada al Instituto Central del Pueblo (perteneciente a la Iglesia metodista) y pasó a llamarse Escuela Municipal «Dr. Álvaro Alberto».
Todo el acervo de la antigua escuela fue transferido a la biblioteca Leonel Brizola, na Plaza del Pacificador (en el centro de Meriti). El edificio original fue demolido, dando origen a la nueva escuela, que en la actualidad sigue en funcionamiento, y es mantenida en colaboración con la municipalidad de la ciudad.
Armanda Álvaro Alberto falleció en Río de Janeiro el 5 de febrero de 1974.